# Роликові ковзани

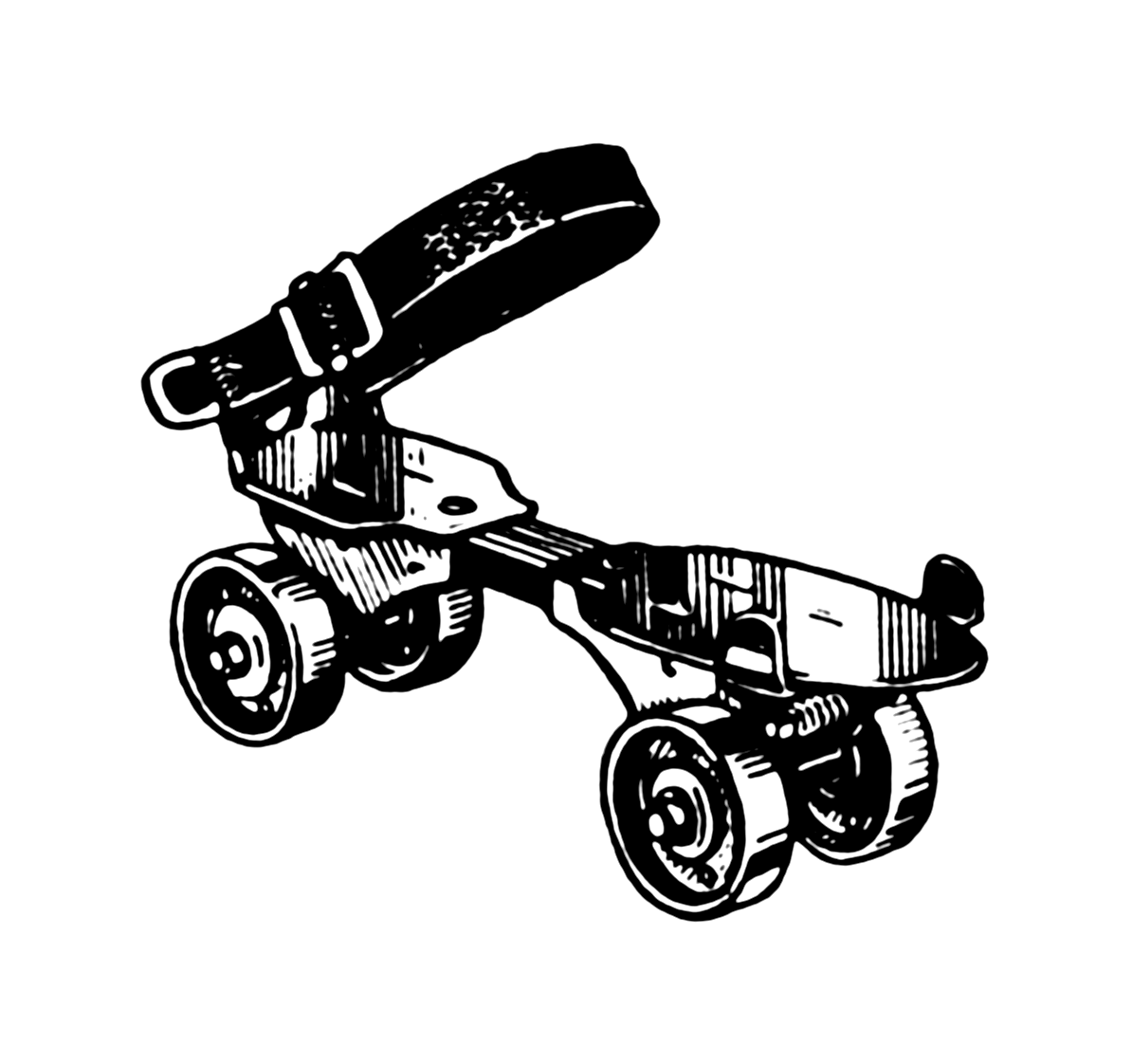

Роликові ковзани (розм. ролики) — черевики чи ремінні зв'язки з прикріпленими до них рамами, на яких закріплено від двох до п'яти коліс. Різновидом роликових ковзанів є ковзани для ролерблейдингу (англ. inline skates): на відміну від звичайних роликів (quad skates) їхні коліщатка розташовуються не в два, а в один ряд.

## Історія

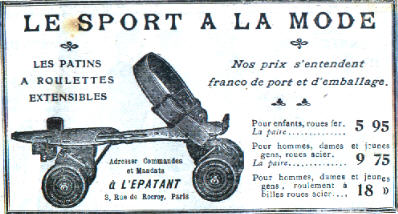

Перший запис використання роликових ковзанів датується 1743 роком на сценічній виставі в Лондоні. Задокументованим винахідником роликових ковзанів із металевими колесами став бельгієць Жан-Жозеф Мерлен (фр. Jean-Joseph Merlin), який продемонстрував свій винахід у 1760 році.
Вперше патент на роликові ковзани отримав М. Петібле (фр. M. Petitbled) у Франції у 1819 році. У моделі було три колеса, розташованих на дерев'яній рамі, що кріпилися до взуття шкіряними ременями. Тоді ж існували й інші варіанти: з колесами із слонової кістки або металу, їх кількість була від 2 до 6, але всі вони були розташовані інлайн (в ряд).
1849 року французький актор Луї Лагранж використав ролики для імпровізованого катання на льоду в театральній виставі. Він зробив їх із звичайних ковзанів, прикріпивши до них маленькі коліщатка. Вистава пройшла успішно, а ідея отримала продовження.
1863 року Джеймс Пімптон розробив ролики з 4 колесами, які розташувалися парами — це була справжня революція. Цей тип роликів отримав назву квади, яка існує і нині. Крім того він є засновником кількох роликових ковзанок, що були розташовані на території елітних готелів. Тоді це могли дозволити собі лише багатії. Але швидкі підприємці підхопили ідею і впроваджували багато дешевих підробок, і поступово ролерський рух став масовішим. Протягом усієї історії ролерського спорту йде війна між якісними дорогими моделями і їх дешевими аналогами.
У 1878 році в Лондоні пройшов перший чемпіонат з ролер-хокею (тоді називали ролер-поло), а в 1882-му в Америці організували Національну лігу ролер-поло.
1937 року в Італії пройшов перший чемпіонат світу зі швидкісного бігу на роликах. Тоді ж, саме в період між двома світовими війнами, компанії виробників теж змагалися з покращання моделей, підвищення комфорту їзди.
1980 рік. Брати Олсон відкривають компанію, яку називають «Ролерблейд» (англ. Rollerblade). Уперше компанія розробила модель роликів на 4 вузьких колесах із вальницями, розташованими в один рядок, з пластиковим захисним черевиком та гальмом на п'ятці.

## Структура
Головні елементи сучасного роликового ковзана — це черевик, рама, колеса та вальниці:
- Черевик — початківцям рекомендується м'який черевик, підсилений міцним пластиком[1].
- Рама — виготовлена із металу, пластику, інколи із вуглепластику чи склопластику, бувають знімними.
- Колеса — від 2 до 5 коліс, встановлених в раму на одній лінії (інлайн), чи 4 коліс, встановлених попарно (квад). Колеса робляться із поліуретану різної жорсткості та розміру. На роликах-позашляховиках ставлять пневматичні колеса.
- Вальниці — зазвичай якість підшипників напряму залежить від визнаності бренду виробника ковзана[1].

Гальма (переважно ставляться на один із ковзанів): пасивний (закріплена гальмівна колодка) або активний (гальмівна колодка опускається, коли ролик висувається вперед). Гальма не є обов'язковим елементом роликових ковзанів, головні й поширені види гальмування, Т-стоп і V-стоп, здійснюються за його відсутності.

## Класифікація
Роликові ковзани діляться на декілька видів за стилем катання. Є ті, що рекомендують початківцям, і ті, що призначені для професіоналів.
- Фітнес — найбільш популярна серед початківців модель[1]. Такі ролики добре підходять для звичайної їзди в парку, вони не призначені для стрибків або надмірних навантажень, достатньо безпечні[1]. Традиційно фітнес-ролики мають по 4 колеса в одну лінію.
  - Фітнес-рекриейшн (з більшими за діаметром колесами) — для швидкої, але не професійної їзди[1].
- Фріскейт або FSK (англ. free skating) — для вільного стилю в межах індустріального міста, агресивна їзда із трюками і сполученням звичайного катання по рівній поверхні[1]. Ролики для такого стилю більш надійні, укріплені, розраховані на велике навантаження, бо тренування триває кілька годин щодня[1].
- Агресив — ролики, які використовуються для виконання різноманітних трюків, стрибків. Відрізняються масивним (великим і тяжким) чоботом, короткою твердою рамою, маленькими (по діаметру) і жорсткими колесами (по 4 колеса на кожній рамі).
  - Верд — для катання в рампі V- подібної конструкції, в якій ролер їздить із одного кінця в іншій, а коли вилітає у повітря, робить сальто або поворот[1].
  - Стрит — для стрибки із ковзанням по гранях або перилах, на які застрибують різними способами[1]. Ролики для цього стилю з маленькими колесами, бо швидкість не потрібна, та щільною, майже литою конструкцією черевика[1]. Між колесами — пластикова поверхня для ковзання[1].
  - Спід-скейтинг — ролики для швидкісного катання, мають більш рухомий черевик та досить великі колеса[1]. Подібні до них є ролики для:
    - Артистик-спалом — фігурна їзда між розставленими на асфальті склянками[1].
    - Спід-спалом — швидкісна їзда між розставленими на асфальті склянками[1].
- Бігові — ролики для бігу.
- Тренінгові — проміжний різновид між фітнес і біговими роликами.
- Дитячі — розсувні ролики (дозволяють змінювати розмір).
- Позашляховики.
- П'ятиколесні ролики — професійні ролики що дозволяють розвинути максимальну швидкість[1]. Для початківців у них недостатня бокова підтримка ноги, а надто велика рама знижує маневреність[1].
- Хокейні — ролики для хокею, вони нагадують за формою справжні хокейні льодові ковзани, але замість лез у них колеса[1]. Такі ролики розраховані на спортсменів, у яких добре розвинутий і міцний гомілковостопний суглоб[1].